# Mixomelia decipiens
Mixomelia decipiens là một loài bướm đêm trong họ Noctuidae.